# ایور هولتر
ایور هولتر (انگلیسی: Iver Holter; ۱۳ دسامبر ۱۸۵۰ – ۲۷ ژانویهٔ ۱۹۴۱) آهنگساز، و رهبر (موسیقی) اهل نروژ بود.